# Iulius Maternus
Iulius Maternus (vereinzelt auch Iulianus Maternus) war ein römischer Händler des ersten oder frühen zweiten Jahrhunderts n. Chr.
Wohl um 90 n. Chr. reiste er, von den guten Beziehungen Roms profitierend, von Leptis Magna aus zu den Garamanten. Nach den Angaben von Marinos von Tyros reiste er dann vier Monate lang mit dem König der Garamanten zu einem Agisymba genannten Land, wo er viele Nashörner sah. Da diese zu dieser Zeit nicht in Nordafrika lebten, wird vielfach angenommen, dass er damit die Gegend um den nördlichen Tschadsee erreichte, auch wenn dazu andere Lokalisierungen (wie Aïr, Tibesti u. a.) existieren.